# چقادر
چقادر، روستایی از توابع بخش مرکزی شهرستان فریدون‌شهر در استان اصفهان ایران است.

## مردم
مردم این روستا از باب دورکی هستند به گویش بختیاری تکلم می کنند.

## جمعیت
این روستا در دهستان برف انبار قرار دارد و براساس سرشماری مرکز آمار ایران در سال ۱۳۸۵، جمعیت آن ۲۸۳ نفر (۷۲خانوار) بوده‌است.